# Charles-Emmanuel Lepeintre
Pour les articles homonymes, voir Lepeintre.
Charles-Emmanuel Lepeintre, dit Lepeintre ainé, né le 5 septembre 1782 à Paris, et mort le 6 avril 1854 à Paris, au cloitre de Saint-Germain l’Auxerrois, est un acteur de théâtre français.

## Biographie
Fils du marchand de couleurs Charles Lepeintre, peintre du duc d’Orléans, et de Charlotte-Antoinette Hooghstoel, Lepeintre était également destiné à la peinture, mais une vocation irrésistible l’entrainant vers le théâtre, il fut engagé dès l’âge de douze ans au théâtre des Jeunes-Artistes de la rue de Bondy, où son succès décida sa famille à le laisser continuer sa carrière
Il se produisit ensuite en province. À deux reprises, il fut engagé à Bordeaux, puis à Lyon, et joua avec succès à Marseille. De retour à Paris, en 1818, il fut choisi, à la retraite de Potier, pour le remplacer, au théâtre des Variétés, dans ses rôles dans le Soldat laboureur  et l’Auberge du grand Frédéric, créations qui le mirent en grande faveur auprès des habitués de ce théâtre.
En 1826, il quitta les Variétés pour passer au théâtre du Vaudeville, où son rôle dans Monsieur Botte de Dupeuty et  Villeneuve, le rendit aussi populaire à la rue de Chartres qu’il l’avait été au boulevard Montmartre.
Sa carrière au théâtre du Palais-Royal, où il entra par la suite, fut tout aussi prospère. En mai 1845, après une période de sept années passées au Palais-Royal, il revint aux Variétés et s’y montra longtemps comme l’un des meilleurs acteurs survivants de l’ancienne école ; il rappelait aux amateurs des Variétés de Brunet la galerie de talents qui avaient fait les délices des Parisiens et dont il ne restait plus guère que Charles-Edme Vernet et Odry.
Malgré une voix peu distincte et un débit assez lourd, Lepeintre, s’il ne faisait pas oublier Potier, était cependant un acteur remarquable par son entrain naturel et la vivacité de son jeu. Il soutint avec esprit, finesse et talent le rôle très difficile de l’Essoufflé dans le Bénéficiaire de Théaulon, une des meilleures créations de son prédécesseur.
Lepeintre ainé n’était pas seulement célèbre comme acteur ; il l’était encore comme faiseur de calembours. « Vous êtes ambitieux, dit-il à Talma un jour qu’il rencontra le fameux tragédien avec une fleur à sa boutonnière : « Vous n’êtes pas satisfait d’être Talma, vous désirez être fleuri. » Il disait encore de lui-même qu’il portait l’abondance partout ou il allait, puisqu’on y voyait « le pain trainer » (Lepeintre ainé).
C’était surtout un homme plein de cœur et d’intelligence, bon et généreux. Un de ses frères, vint avec sa femme et accepta un engagement aux Folies-Dramatiques. Lepeintre invita le couple, lors de son arrivée, à diner avec lui dans la maison d’un de ses amis, près du boulevard du Temple. Le jeune acteur et sa femme se trouvèrent au lieu indiqué à l’heure dite ; leur frère les reçut lui-même à la porte et leur dit qu’en l’absence de son ami, il leur ferait les honneurs de la maison. Alors il leur montra une petite salle à manger, un salon, une chambre à coucher, une cuisine, plus une cave parfaitement garnie. « Tout est vraiment confortable, dit le cadet, mais il est temps que notre hôte paraisse. — Vous êtes l’hôte, reprit son frère, et ce petit établissement est à vous. Puissent vos talents l’embellir et le rendre encore plus confortable ! »
Lepeintre ainé tint ensuite un hôtel garni mais, ruiné par la Révolution de 1848, il dut reprendre ses pérégrinations. Alors que rien ne faisait prévoir qu’il finirait ainsi, désespéré, il se jeta, un soir, à l’âge de 72 ans, dans le canal Saint-Martin, en revenant de voir jouer la première du Pendu d’Anicet-Bourgeois et Michel Masson.